# タトラT7
T7は、かつてチェコスロバキア（現：チェコ）のプラハに存在したČKDタトラが製造した路面電車車両（タトラカー）。従来車を改良する形で設計が行われ、ソビエト連邦向けのT7B5が製造されたが、社会情勢の変化から総数は8両のみに終わった。

## 概要・運用
1985年からソビエト連邦向けに生産が行われていたT6B5を基に、各部に改良を加えた形式。乗降扉や前面形状が変更され主電動機の出力が50 kwに向上した一方、車体重量はT6B5（18.4 t）よりも重い20 tとなった。制御装置はT6B5と同様にサイリスタチョッパ制御方式のTV3形が用いられた。
1988年に最初の試作車2両が製造されチェコの首都・プラハのプラハ市電で試験を兼ねた営業運転に用いられたが、1両は2002年に廃車された一方、もう1両は1991年にČKDタトラの工場で改造を受け、ノルウェーの首都・オスロを走るオスロ市電へ譲渡された。1995年にイベント用車両として改造された後、1999年以降はスウェーデンのヨーテボリ市電に在籍している。
更に同1988年にはもう2両の試作車が製造され、プラハ市電での短期間の使用を経てソビエト連邦（現：ロシア連邦）のモスクワ（モスクワ市電）に導入された。1993年にはモスクワ市電向けの量産車が製造されたが、東側諸国の民主化やソビエト連邦の崩壊などの社会の変化により4両の生産に留まった。これらの車両は2010年まで定期運転に使用され、2020年現在も一部が保存車両として残存している。

## ギャラリー

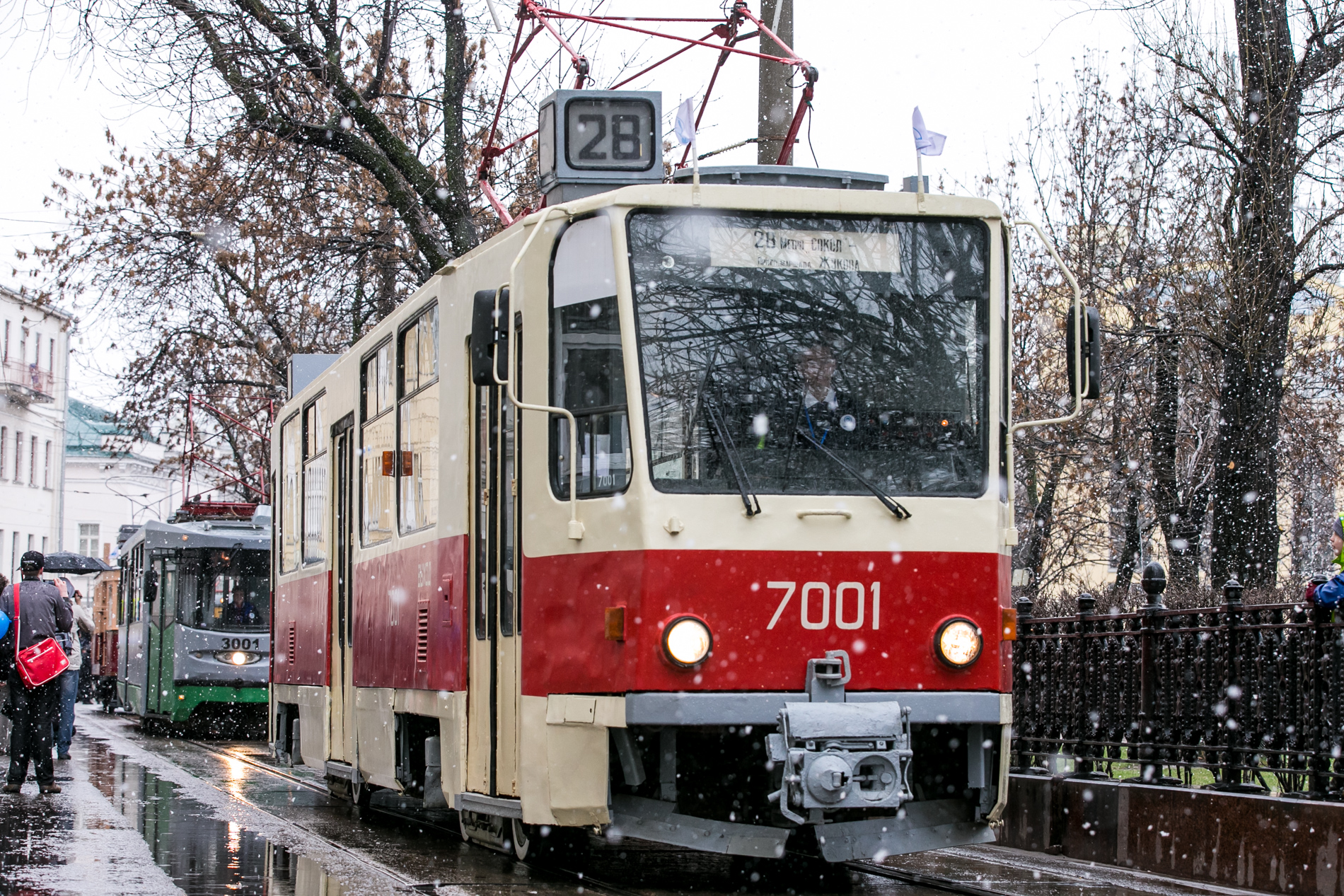
T7B5（モスクワ、7001）
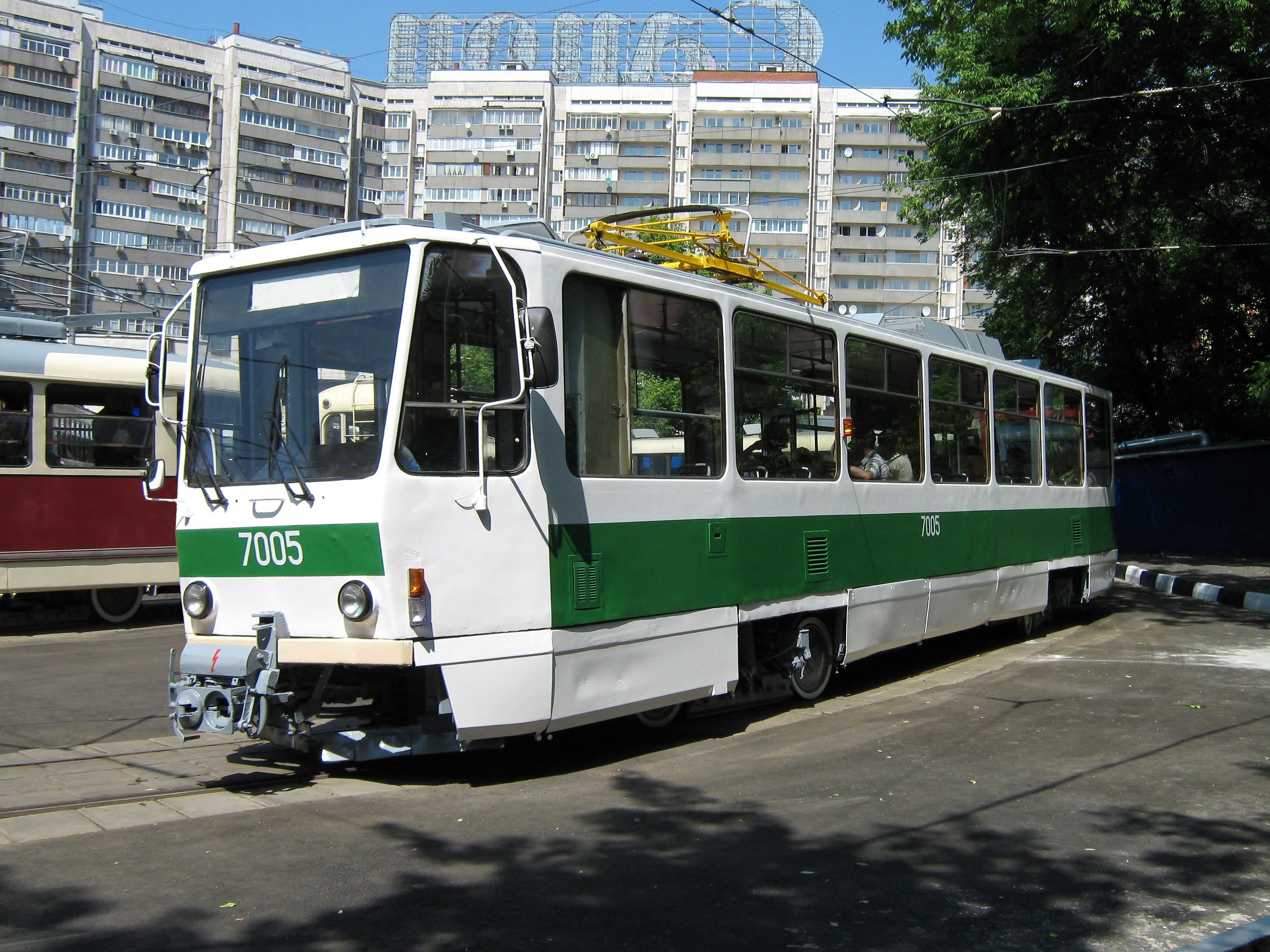
T7B5（モスクワ、7005）
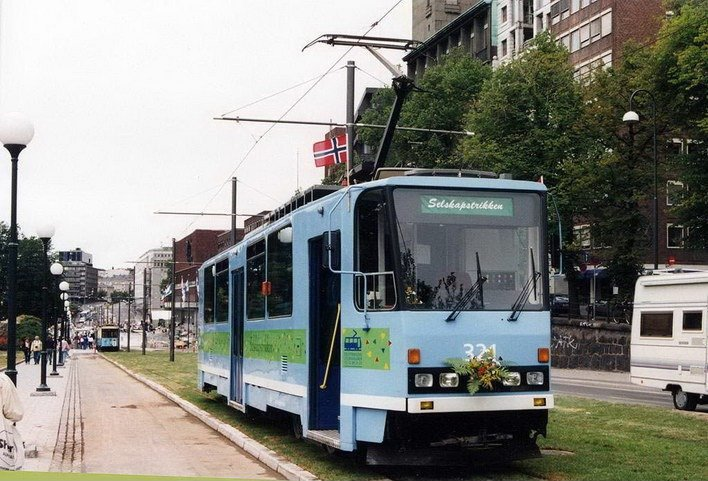
T7B5（オスロ）
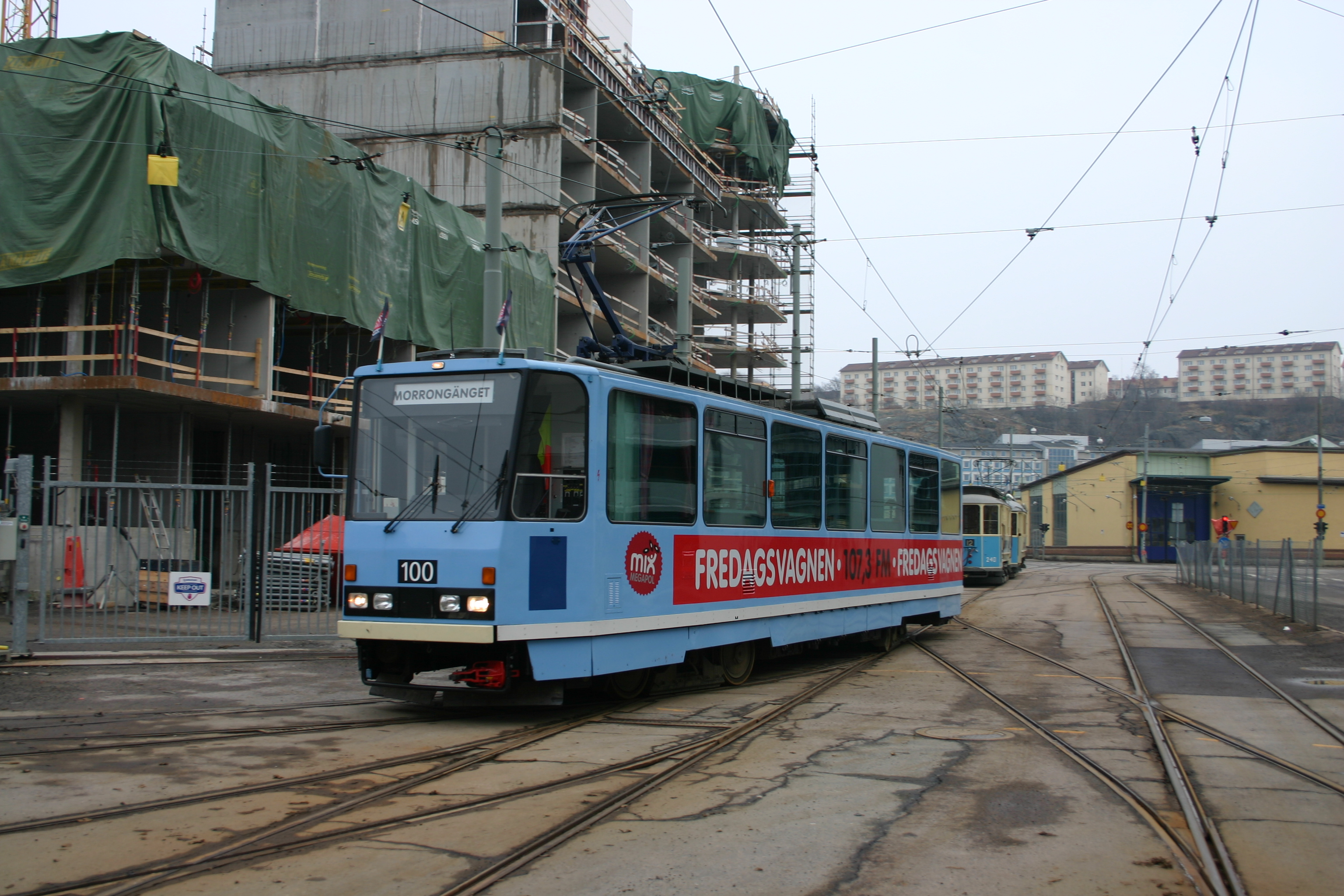
T7B5（ヨーテボリ）